# Shoup (Schiff)
Die USS Shoup (DDG-86) ist ein Zerstörer der United States Navy und gehört der Arleigh-Burke-Klasse an. Sie wurde nach General David M. Shoup benannt, der in den 1960er Jahren Commandant of the Marine Corps war.

## Geschichte
DDG-86 wurde Ende 1996 bestellt und genau drei Jahre später bei Ingalls Shipbuilding in Pascagoula, Mississippi auf Kiel gelegt. Nach einer Bauzeit von weniger als einem Jahr lief das Schiff vom Stapel und wurde getauft. Am 22. Juni 2002, nach Abschluss der Werfterprobungsfahrten, die größtenteils im Golf von Mexiko stattfanden, wurde die Shoup offiziell in Dienst gestellt.
Ende 2004 fuhr die Shoup mit der Abraham Lincoln, als das Seebeben im Indischen Ozean 2004 stattfand. Im neuen Jahr verlegte die Shoup daraufhin im Rahmen der Hilfsoperation Operation Unified Assistance. 2006 nahm der Zerstörer, wieder mit der Lincoln an der Übung Valiant Shield teil. Auch 2008 folgte eine Verlegung mit der Lincoln, die die Gruppe in den Indischen Ozean und die Gewässer am Persischen Golf führte. Im Mai antwortete die Shoup auf einen Notruf einer jemenitischen Dau und schleppte diese zurück in Heimatgewässer.
Am 1. August 2010 kollidierte der Zerstörer bei Übungsfahrten vor der Küste Kaliforniens mit einem zivilen, 6,5 Meter langen Passagierschiff. Beide Schiffe erlitten leichte Schäden, konnten jedoch unter eigener Kraft weiterfahren. Es gab keine Verletzten. Einen Monat später verlegte die Shoup an der Seite der Lincoln in den Pazifik und Nahen Osten.

## Bewaffnung
Für die Abwehr von anfliegenden Flugkörpern erhielt das Schiff die Flugabwehrraketen RIM-162 Evolved Sea Sparrow Missile (ESSM), die aus dem Vertical Launching System verschossen werden. Zur weiteren Flugabwehr wurde 2007 nachträglich hinter dem achteren Schornsteinaufbau ein Close-In-Weapon-System in Form des Phalanx MK 15 RAM installiert, das beim Bau ab DDG 85 (Block IV) ursprünglich nicht vorgesehen war.